# Tanganyika-tavi citromsügér
A Tanganyika-tavi citromsügér (Neolamprologus leleupi) Afrikában őshonos, a bölcsőszájú halak családjába tartozó, díszhalként is tartott halfaj.

## Előfordulása és életmódja
A kelet-afrikai Tanganyika-tó déli részén endemikus. Ismert akváriumi díszhal, és már a Hévízi-tó levezető csatornájába is betelepítették.

## Megjelenése, felépítése
A bölcsőszájú halak között viszonylag kis termetű, mintegy 10 cm hosszú. Színe élénk citromsárga, előfordulnak narancssárgába forduló színváltozatok is. Teste nyújtott, hasi és farok alatti úszói hosszúak. Úszóinak – a mellúszók kivételével – kékes szegélye lehet. A nemek egyformák, a hímek kissé nagyobbak. Hasonló faj a N. longior.

## Életmódja, élőhelye
Kb. 40 méter mélyen él. Ragadozó, apró rákokkal táplálkozik, egyébként sziklarepedésekbe húzódik vissza. A hím és a nőstény az ivadéknevelés idejére párost alkot, a nőstény egy sziklarepedésbe vagy kő alá rakja petéit (akár kétszázat is), amit aztán kikelésükig aktívan őriz. Az ivadékok tíznapos korukig a szülők közelében maradnak, aztán önállósulnak, de soha nem távolodnak el messzire a védelmet nyújtó sziklarések közeléből. Élettartama 8-10 év.

## Akváriumi tartása
Viszonylag könnyen tartható, legalább 100-130 liter vizet igényel. Területvédő, ezért több példány (különösen több hím) együtt tartása nem ajánlott. Jó, ha van valamilyen búvóhely a számára, kövek közötti rés, nagy csigaház vagy cserépedény. Előregyártott táppal is etethető, de a rákokat, rovarokat jobban kedveli. A víz hőmérséklete 23-26 °C, pH-ja 8-9, keménysége (dH) 10-20° között legyen.